# Campionati europei cadetti di scherma 1988
I Campionati europei cadetti di scherma del 1988 ("1988 European Cadets Fencing Championships") è stato organizzato dalla Federazione internazionale della scherma e si è svolto a Udine in Italia dal 3 al 5 ottobre.
Nel fioretto, si sono aggiudicati i titoli del campionato europei il tedesco Jörg Schwanninger, che ha battuto in finale l'italiano Gianmarco Amore, e l'italiana Alda Occhipinti che ha avuto la meglio sulla tedesca Melania Kura.
Nella spada l'elvetico Nicolas Buergin ha battuto in finale lo svedese Max Hellström, ottenendo il titolo europeo cadetti maschile.
Nella sciabola il magiaro Marton Wiszkidenszky prevale sul magiaro Zoltan Batovszky.

## Podi

### Uomini
| Specialità  | Oro                  | Argento          | Bronzo            |
| Individuali |                      |                  |                   |
| Fioretto    | Jörg Schwanninger    | Gianmarco Amore  | Olivier Lambert   |
| Spada       | Nicolas Buergin      | Max Hellström    | Samuel Letellier  |
| Sciabola    | Marton Wiszkidenszky | Zoltan Batovszky | Giovanni Sirovich |

### Donne
| Specialità  | Oro             | Argento      | Bronzo           |
| Individuali |                 |              |                  |
| Fioretto    | Alda Occhipinti | Melania Kura | Simone Contadino |

## Medagliere
| Pos.   | Nazione  | Oro | Argento | Bronzo | Totale |
| ------ | -------- | --- | ------- | ------ | ------ |
| 1      | Germania | 1   | 1       | 1      | 3      |
| 1      | Italia   | 1   | 1       | 1      | 3      |
| 3      | Ungheria | 1   | 1       | 0      | 2      |
| 4      | Svizzera | 1   | 0       | 0      | 1      |
| 5      | Svezia   | 0   | 1       | 0      | 1      |
| 6      | Francia  | 0   | 0       | 2      | 2      |
| Totale | Totale   | 4   | 4       | 4      | 12     |